# Tre Segni dell'Esistenza
Con i Tre Segni dell'Esistenza (Pāli: ti-lakkhana; Sanscrito: tri-laksana; Cinese: 三法印 pr.: sanfayin) nel Buddismo si intendono le tre caratteristiche che sono condivise da tutti i dharma, ovvero da tutti i fenomeni fisici e mentali. Talora sono anche definiti i Tre sigilli del Dharma.
Tradizionalmente sono riportati nel Majjhima-Nikāya I, 138-9; III, 271-3; Saṃytta-Nikāya II, 244-6: 
- L'Impermanenza (Sanscrito: Anitya; Pāli: Anicca; Cinese: 无常 pr.: wuchang; Tibetano: མི་རྟག་པ་ mi rtag pa).
- La Sofferenza (Sanscrito: Duḥkha; Pāli: Dukkha; Cinese: 苦 pr.: ku; Tibetano: སྡུག་བསྔལ་ sdug bsngal).
- Il Non-sé (Sanscrito: Anātman; Pāli: anattā; Cinese: 无我 pr.: wuwo). Essenzialmente dire che niente esiste di per sé.

Nella tradizione mahayanica estremo-orientale, che si fonda testualmente sugli Āgama in Sanscrito anziché sulle Nikaya in Pāli, al posto della sofferenza si predilige inserire il suo superamento, ovvero il Nirvana (Cinese: 涅槃寂灭) in accordo con la dottrina del Tathāgatagarbha, accolta anche dal buddismo Vajrayana.
Dal punto di vista Vajrayana vengono nominati quattro sigilli:
- 1. Anicca: tutte le cose composte sono transitorie;
- 2. Dukkha: le "Quattro sofferenze principali" degli esseri umani: nascita, vecchiaia, malattia e morte, nonché le "Quattro sofferenze secondarie" che sono: ottenere quello che non si desidera; non ottenere quello che si desidera; non riuscire a mantenere quello che si ha.
- 3. Shunyata: Tutte le cose non hanno intrinseca esistenza per via della loro dipendenza dal punto di vista;
- 4. Il Nirvana sta al di là dei concetti.